# Kellyn Acosta
Kellyn Acosta (Plano, 24 de julho de 1995) é um futebolista estadunidense que atua como meio-campo. Atualmente, joga pelo Los Angeles FC.

## Títulos
FC Dallas
- Lamar Hunt U.S. Open Cup: 2016
- MLS Supporters' Shield: 2016

Los Angeles FC
- MLS Cup: 2022
- MLS Supporters' Shield: 2022

Seleção Estadunidense
- Copa Ouro da CONCACAF: 2017, 2021
- Liga das Nações da CONCACAF: 2019–20